# Джеймс Брендан Беннет Конноллі
Джеймс Брендан Беннет Конноллі (англ. James Brendan Bennet Connolly; 28 жовтня 1868 — 20 січня 1957) — американський легкоатлет, олімпійський чемпіон на літніх Олімпійський іграх 1896 року в Афінах, журналіст та письменник.

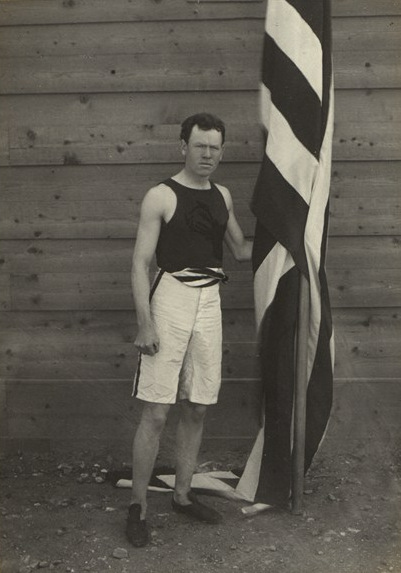
Джеймс Конноллі на Олімпійських іграх 1896

6 квітня 1896 року Джеймс Конноллі став першим переможцем сучасних Олімпійських ігор і першим відомим олімпійським чемпіоном за більш ніж 1500 років. Конноллі виграв змагання з потрійного стрибка, фінал яких відбувся раніше інших, з результатом 13 м 76 см. Він також зайняв друге місце в стрибках у висоту і третє місце у стрибках у довжину.
Напередодні перших сучасних Олімпійських Ігор у 1896 році, Джеймс Конноллі був 27-річним студентом Гарвардського університету. Відчайдушно намагаючись змагатися на Олімпійських іграх, Конноллі представив прохання про відпустку, в якій йому було відмовлено. Конноллі довелося відрахуватися з університету.
У 1898 році, Конноллі був у складі піхотинців під час облоги Сантьяго-де-Куба у ході іспансько-американської війни, але в 1900 році він знову звернувся на наступні Олімпійські ігри в Парижі. Там Конноллі поліпшив свій переможний результат у потрійному стрибку 1896 року, але зайняв друге місце, поступившись співвітчизнику Маєру Принштайну.
Чотири роки по тому він взяв участь в Олімпійських іграх 1904 як журналіст, потім змагався на позачергових Олімпійських іграх 1906 року, не досягши особливих успіхів. Конноллі потім служив на флоті і в 1912 році він балотувався в конгрес, але зазнав поразки. В 1917 році він став європейським кореспондентом військово-морського журналу.
Пізніше він став відомим письменником, і йому запропонували почесний докторський ступінь від Гарварда, від якого він згодом, 50 років тому відмовився.
Особисті рекорди: стрибки у висоту (1,65 м) (1896); стрибки у довжину — (6.11 м) (1896), потрійний стрибок — (13,97 м) (1900).